# Chanel Nº 5

Um frasco de Chanel Nº 5

Chanel Nº 5 é uma marca de perfume lançada em 5 de maio de 1921, constituindo-se no mais importante e conhecido perfume da Chanel S.A., líder de vendas em todo o mundo. Coco Chanel foi a primeira pessoa a estrelar uma campanha do perfume, aparecendo num anúncio publicado pela revista Harper's Bazaar em 1937.

## História
Foi o primeiro perfume da Maison Chanel, tendo sido lançado em 1921. Coco Chanel pretendia criar um perfume de aroma inimitável, em suas palavras "um perfume com cheiro de mulher" ( de matéria prima, baunilha). Seu nome se deu por ser o quinto aroma a ser produzido e por ser o número da sorte da estilista que o apresentou aos seus amigos no dia 5 de maio.[carece de fontes?]
Foi o primeiro a incorporar o aldeído, nota sintética capaz de realçar o aroma dos ingredientes naturais presentes na fórmula.[carece de fontes?]

## Marilyn Monroe e o Sucesso do Perfume
O sucesso do perfume deve-se a atriz estadunidense Marilyn Monroe, que eternizou o seu uso ao declarar que dormia despida com apenas duas gotas do perfume, contribuindo para tornar o perfume líder de vendas no mundo.[carece de fontes?]

## Celebridades representantes
- Coco Chanel (1937)[1]
- Suzy Parker (1957)[2]
- Ali MacGraw (1966)[3]
- Jean Shrimpton (1971)[4]
- Catherine Deneuve (1969–1979)[5][6]
- Carole Bouquet (1986–1997)[7][8]
- Estella Warren (1998–2000)[9][10]
- Nicole Kidman (2004–2005)[11][12]
- Audrey Tautou (2009)[13]
- Brad Pitt (2012)[14]
- Marilyn Monroe (imagens de arquivo) (2013)[15]
- Gisele Bundchen (2014)[16]
- Lily-Rose Depp (2016–2019)[17][18]
- Marion Cotillard (2020–presente)[19]